# Bowser Valley
Das Bowser Valley ist ein Tal im ostantarktischen Viktorialand. An seiner Stirnseite weist es einen kleinen Gletscher auf. Es liegt in der Saint Johns Range östlich des Crawford Valley.
Das Advisory Committee on Antarctic Names benannte es 2005 nach Samuel S. Bowser (* 1957) vom New York State Department of Health in Albany, der zwischen 1984 und 2004 an zehn Kampagnen zur Erforschung großer Arten von Foraminiferen im McMurdo-Sund teilnahm.